# 沙勞羅夫島

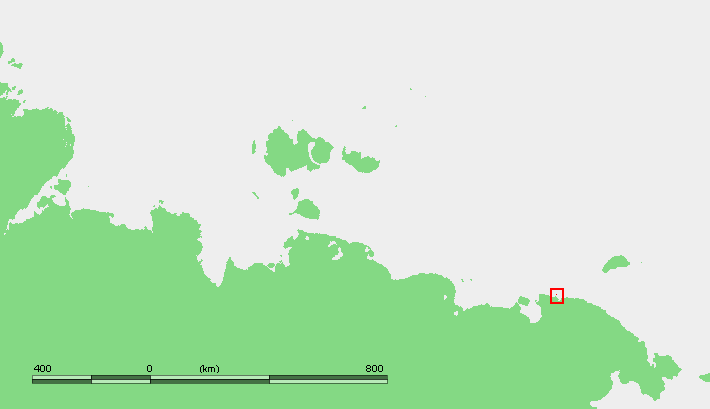

沙勞羅夫島是俄羅斯的島嶼，位於佩韋克以東100公里的東西伯利亞海東端，由楚科奇自治區負責管轄，長0.8公里，最高點海拔高度90米。

## 外部連結
- Location （页面存档备份，存于）
- Eskimo Archaeology
- （页面存档备份，存于）

69°56′56″N 172°45′58″E / 69.949°N 172.766°E